# Wim Vergeer
Willebrordus Johannes (Wim) Vergeer (Zeist, 28 maart 1926 – Schaijk, 28 juni 2017) was een Nederlands politicus namens de KVP en later het CDA.
Vergeer was actief in de Utrechtse gemeentepolitiek en was van 1971 tot 1979 lid van de Eerste Kamer. Van 1975 tot 1979 was hij partijvoorzitter van de KVP. Met de voorzitters van de ARP en de CHU werkte hij samen onder leiding van Piet Steenkamp aan de oprichting van de fusiepartij CDA.
In 1978 werd hij door de Staten-Generaal aangewezen als lid van het Europees Parlement en een jaar later werd hij ook als zodanig gekozen bij de eerste rechtstreekse verkiezingen voor het Europarlement. Van 1978 tot 1987 was hij vicevoorzitter van de EVP-fractie. Vergeer was ook voorzitter van de Nederlands Katholiek Vakverbond Centrale Utrecht, en werd in 1988 gedecoreerd als Ridder in de Orde van de Nederlandse Leeuw.